# Бангладеш на летних Олимпийских играх 2008
Сборная Бангладеш на летние Олимпийские игры 2008 года была направлена Олимпийской ассоциацией Бангладеш. В заявке Бангладеш было представлено 5 спортсменов в трёх видах спорта, которые не смогли завоевать ни одной медали.

## Состав олимпийской команды

### Лёгкая атлетика
| Спортсмен           | Дисциплина     | Квалификация | Квалификация | Четвертьфинал         | Четвертьфинал         | Полуфинал             | Полуфинал             | Финал                 | Финал                 |
| Спортсмен           | Дисциплина     | Результат    | Место        | Результат             | Место                 | Результат             | Место                 | Результат             | Место                 |
| ------------------- | -------------- | ------------ | ------------ | --------------------- | --------------------- | --------------------- | --------------------- | --------------------- | --------------------- |
| Абу Абдулла Мохамед | Мужчины, 100 м | 11,07        | 66           | Закончил выступление  | Закончил выступление  | Закончил выступление  | Закончил выступление  | Закончил выступление  | Закончил выступление  |
| Нахар Бьюти         | Женщины, 100 м | 12,52        | 62           | Закончила выступление | Закончила выступление | Закончила выступление | Закончила выступление | Закончила выступление | Закончила выступление |

### Плавание
| Спортсмен   | Соревнование                 | Квалификация | Квалификация | Полуфинал | Полуфинал | Финал     | Финал     |
| Спортсмен   | Соревнование                 | Время        | Место        | Время     | Место     | Время     | Место     |
| ----------- | ---------------------------- | ------------ | ------------ | --------- | --------- | --------- | --------- |
| Доли Ахтер  | Женщины, 50 м вольным стилем | 30,23        | 73           | Не прошла | Не прошла | Не прошла | Не прошла |
| Рубель Рана | Мужчины, 100 м на спине      | 1:04,82      | 45           | Не прошёл | Не прошёл | Не прошёл | Не прошёл |

### Стрельба
| Спортсмен        | Дисциплина          | Квалификация | Квалификация | Финал                | Финал                | Место                |
| Спортсмен        | Дисциплина          | Очков        | Место        | Очков                | Место                | Место                |
| ---------------- | ------------------- | ------------ | ------------ | -------------------- | -------------------- | -------------------- |
| Мухаммед Хуссейн | Винтовка, 10 метров | 581          | 46           | Закончил выступление | Закончил выступление | Закончил выступление |